# Іванченко Іван Григорович
Іва́н Григо́рович Іва́нченко (нар. 8 березня 1954, Полтава) — український футболіст, півзахисник.
З 1975 по 1989 рік виступав у півзахисті за клуби української зони другої ліги. Захищав кольори полтавської «Ворскли», чернігівської «Десни» та кременчуцького «Кременю». Два сезони відіграв за першолігове «Прикарпаття» з Івано-Франківська.
У складі «Ворскли» срібний призер чемпіонату УРСР 1988 серед команд майстрів і чемпіон УРСР 1986 серед колективів фізичної культури. Всього провів у першій лізі 86 матчів (23 голи), у другій лізі — 463 матчі (86 голів).
| Сезон | Команда               | Ліга | Ігри | Голи |
| ----- | --------------------- | ---- | ---- | ---- |
| 1975  | «Колос» (Полтава)     | D3   | 32   | 6    |
| 1976  | «Колос» (Полтава)     | D3   | 38   | 6    |
| 1977  | «Колос» (Полтава)     | D3   | 44   | 6    |
| 1978  | «Колос» (Полтава)     | D3   | 43   | 6    |
| 1979  | «Колос» (Полтава)     | D3   | 46   | 12   |
| 1980  | «Прикарпаття»         | D2   | 45   | 10   |
| 1981  | «Прикарпаття»         | D2   | 41   | 13   |
| 1982  | «Десна» (Чернігів)    | D3   | 44   | 10   |
| 1983  | «Десна» (Чернігів)    | D3   | 49   | 11   |
| 1984  | «Десна» (Чернігів)    | D3   | 34   | 9    |
| 1987  | «Ворскла» (Полтава)   | D3   | 52   | 11   |
| 1988  | «Ворскла» (Полтава)   | D3   | 44   | 6    |
| 1989  | «Кремінь» (Кременчук) | D3   | 37   | 3    |